# Stazione di Bratislava Centrale
La stazione di Bratislava Centrale (in slovacco: Bratislava hlavná stanica, abbreviato Bratislava hl.st.; letteralmente "Bratislava Stazione Principale"), chiamata ufficialmente nel passato Bratislava hlavné nádražie (in tedesco: Pressburg Hauptbahnhof, ungherese: Pozsony főpályaudvar), è la stazione ferroviaria principale e più importante di Bratislava e una delle stazioni ferroviarie più trafficate della Slovacchia.
Si trova al confine tra Città Vecchia e Nové Mesto all'indirizzo Piazza Franz Liszt 3215/1. Le linee ferroviarie 100, 110, 120, 130, 131 e 132, grazie alle quali ha un collegamento diretto con Repubblica Ceca, Austria, Ungheria, Polonia, Svizzera e il resto Slovacchia. Ogni giorno vi transitano circa 60.000 passeggeri e circa 200 treni.

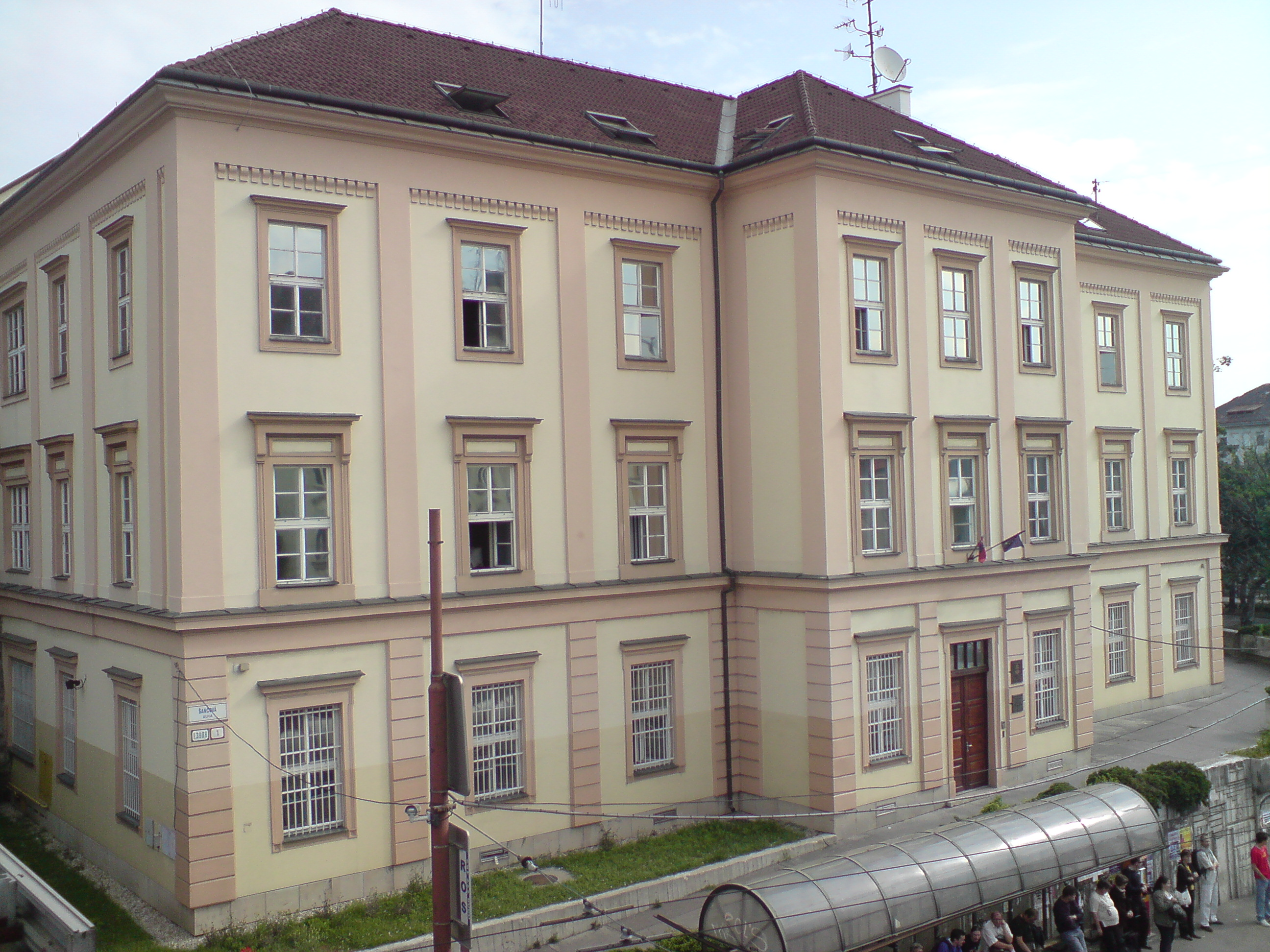
L'edificio della stazione originale del 1848

Il primo edificio della stazione, un edificio a due piani in Šancová 1, funge da quartier generale della polizia ferroviaria. Fu costruito nel 1848 come capolinea delle linee Vienna - Gänserndorf - Bratislava (Pressburg) e Břeclav - Bratislava (Pressburg). Il secondo edificio fu costruito dopo il completamento della linea Budapest - Párkány (Štúrovo) - Bratislava nel 1905 su progetto di Ferenc Pfaff, all'epoca il principale architetto delle Ferrovie dello Stato ungheresi. Originariamente era costruito in stile eclettico, nel 1960 subì un'importante ristrutturazione.

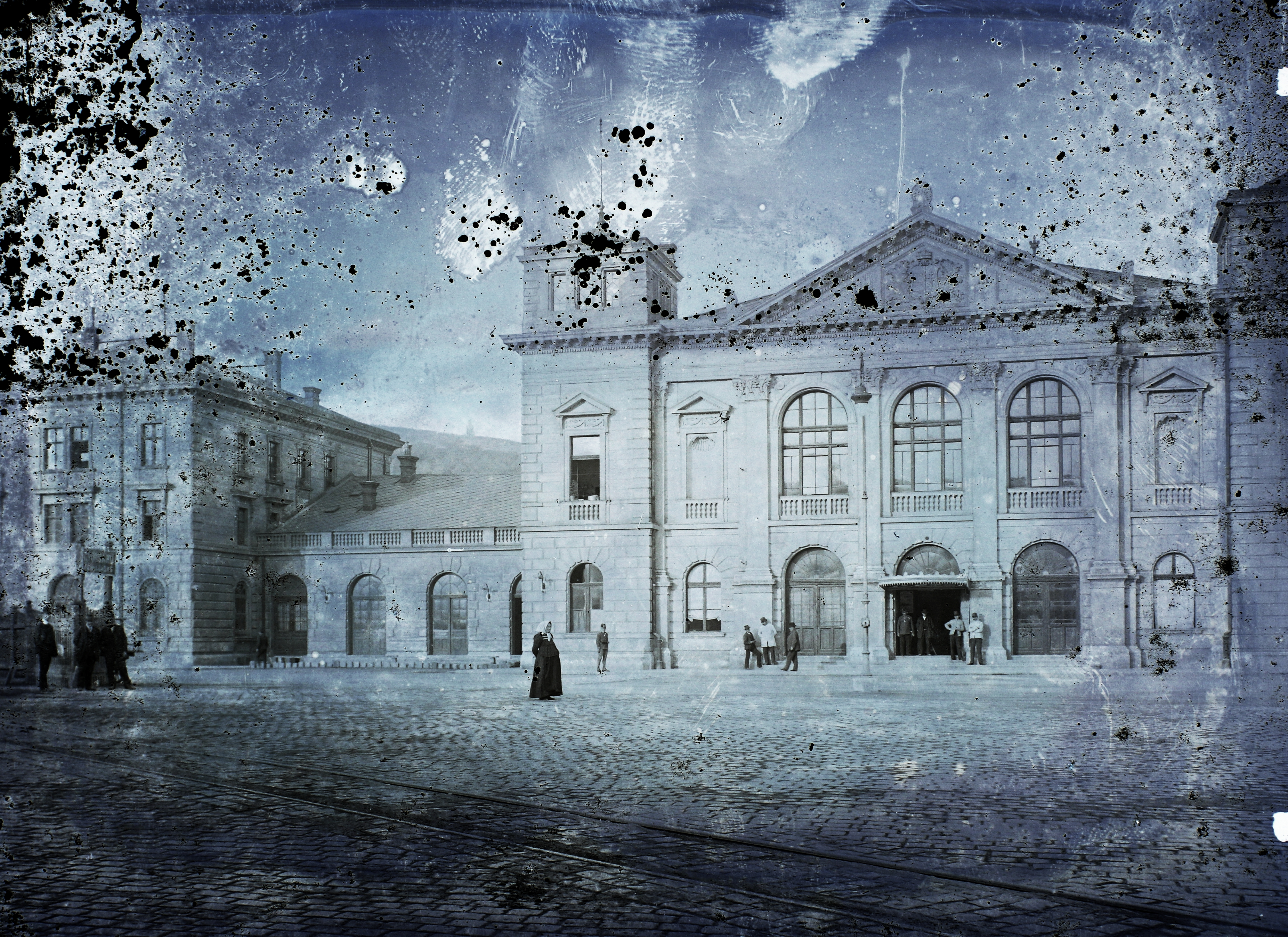
Edificio della stazione nel 1903 (foto danneggiata)

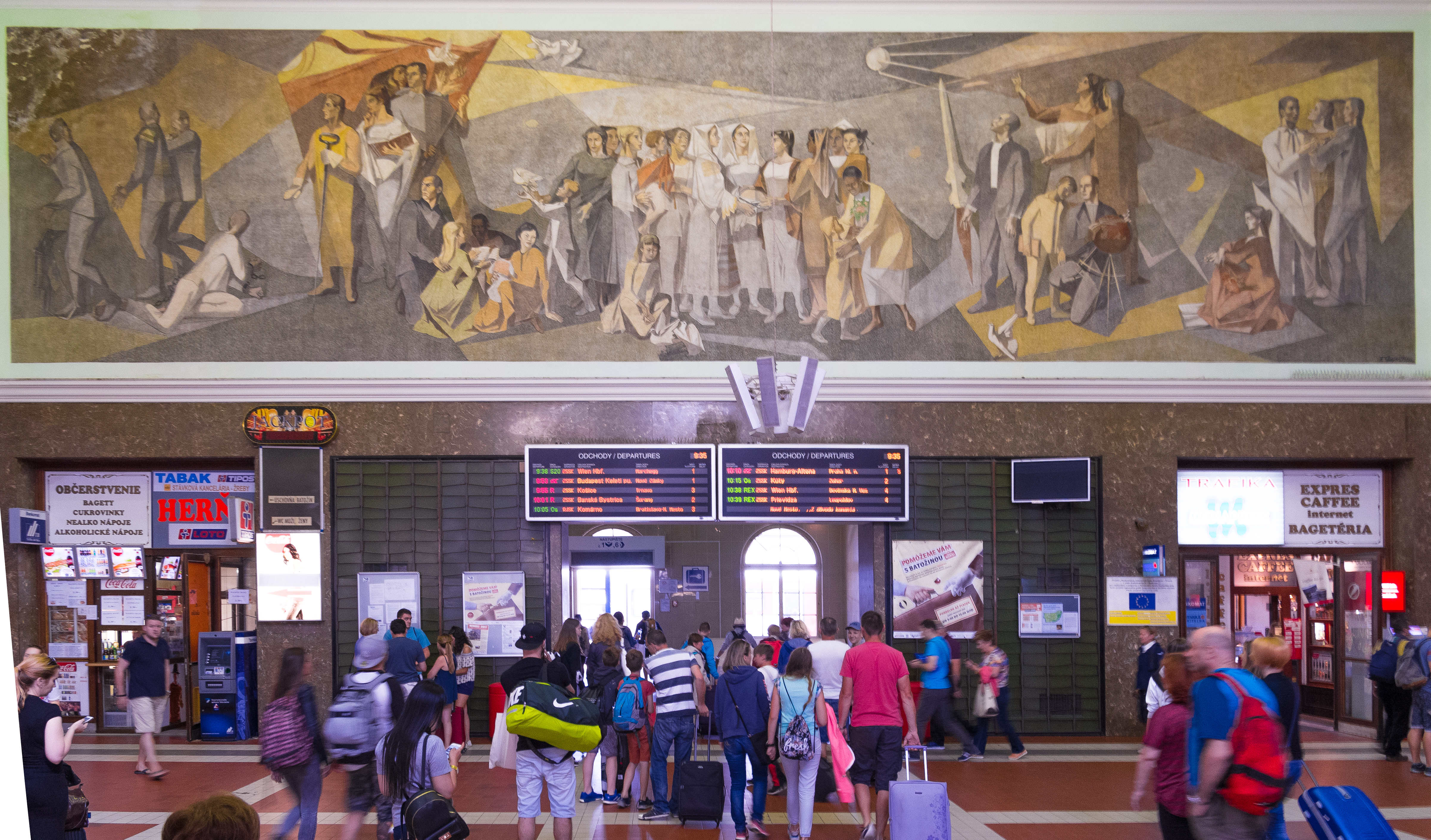
Il grande affresco socialista realista nella Stazione Centrale di Bratislava dipinto nel 1960 da František Gajdoš

L'atrio è costituito da due parti: l'edificio originale più antico della stazione risalente al 1871 e la parte più moderna realizzata nel 1989. L'atrio ospita la maggior parte dei servizi per i passeggeri, come la vendita dei biglietti, il deposito bagagli, il centro clienti Železničná spoločnosť Slovensko e un ristorante.

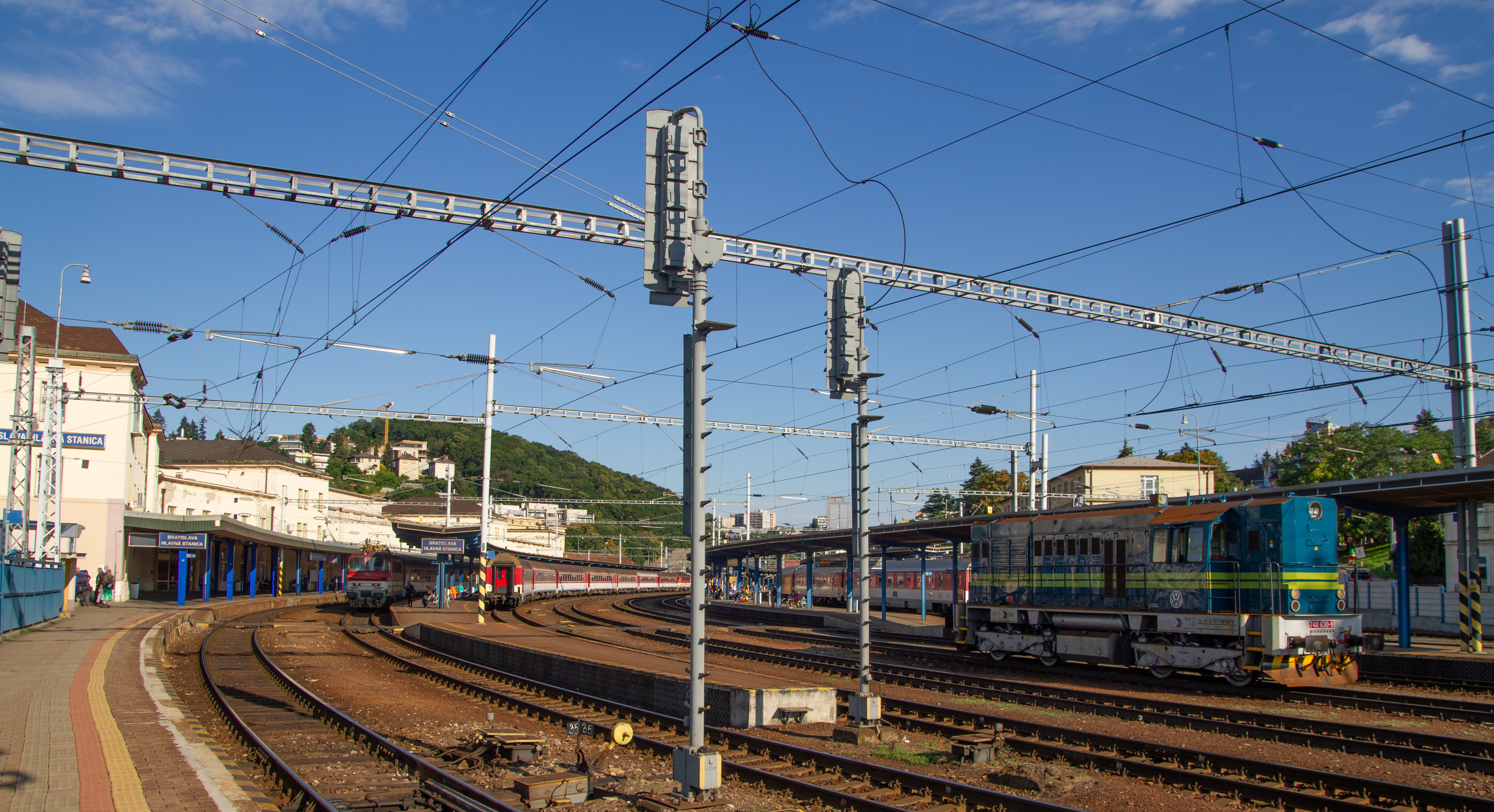
I binari della Stazione Centrale

La stazione ha 6 binari. I binari 1 e 6 sono a binario singolo, gli altri a doppio binario. Ci sono anche due binari tra i binari 2 e 3 per i treni che non si fermano in stazione (soprattutto treni merci).  Il binario più lungo si trova sul binario 3 con il numero 10: è abbastanza lungo per i treni da 13 carrozze. L'accesso al binario 1 avviene direttamente dall'edificio della stazione ed è privo di barriere architettoniche. L'accesso ai binari 2, 3, 4 e 5 avviene tramite tre sottopassaggi. Ma solo uno di loro è accessibile ai disabili. Ha ascensori per binari individuali. Il binario 6 è la meno utilizzata, è una continuazione della binario 1 e anche l'accesso ad essa è solo da questa binario.